# Marc Silberman
Marc David Silberman (* 1948) ist Professor für neuere deutsche Literatur und deutsche Filmgeschichte an der University of Wisconsin–Madison.

## Leben
Marc Silberman promovierte 1975 an der Indiana University und lehrt seit 1988 an der University of Wisconsin in Madison. Sein Spezialgebiet ist Deutschland im 20. Jahrhundert mit einem Schwerpunkt auf der Zeit nach dem Zweiten Weltkrieg. Er gehört gleichzeitig der Fakultät Theater und Drama an und engagiert sich im UW-Zentrum für das Studium sozialer Strukturen und sozialen Wandels. Er publizierte zur Geschichte des deutschen Kinos, zu Bertolt Brecht und dem politischen Theater sowie zur DDR-Literatur und -Kultur.
Von 1990 bis 1995 gab er das „Brecht Yearbook“ heraus und war weiterhin aktiv als Übersetzer literarischer Texte vom Deutschen ins Englische.

## Schriften
- Marc Silberman (Hrsg.): Back to the Future: Tradition and Innovation in German Studies. Oxford: Peter Lang, 2018, 271 S., ISBN 978-1-78874-303-7.
- Marc Silberman (Hrsg.): “New Research on East Germany,” Imaginations: Journal of Visual Culture, Vol. 8, No. 1 (2017), https://journals.library.ualberta.ca/imaginations/index.php/imaginations/issue/view/1941
- Marc Silberman (Hrsg.): “Cold-War German Cinema,” Film History Vol. 18, No. 1 (February 2006)

- “Hauff-Verfilmungen der fünfziger Jahre: Märchen und postfaschistischer Medienwandel,” Ernst Osterkamp, Andrea Polaschegg und Erhard Schütz, Hrsg., Wilhelm Hauff oder die Virtuosität der Einbildungskraft (Göttingen: Wallstein, 2005), 238-262.

- Marc Silberman (Hrsg.): Mahagonny.com . The Brecht Yearbook 29. Co-editor Florian Vaßen, Pittsburgh: International Brecht Society 2004, 540 S. : Ill., Noten ; 23 cm, Beitr. teilw. dt., teilw. engl., ISBN 0-9718963-2-1

- “Popular Cinema, National Cinema, and European Integration,” Agnes Müller, ed., German Pop Culture (University of Michigan Press, 2004), 151-164.

- “Heiner Müllers Fortschreibung der Brechtschen Dialektik: Der Horatier,” Christian Schulte und Brigitte Maria Mayer, Hrsg., Der Text ist der Coyote: Heiner Müller Bestandsaufnahme (Frankfurt am Main: Suhrkamp, 2004), 197-

- Bertolt Brecht; Marc Silberman (Hrsg.): Brecht on Film and Radio. A Critical Edition . Trans. and ed. with introduction and line commentaries. London (Methuen) 2000, 277 S. : Ill. ; 22 cm, ISBN 0-413-72760-2

- Marc Silberman (Hrsg.): German Cinema: Texts in Context. Contemporary film and television series. Detroit (Wayne State UP) 1995, 322 S., ISBN 0-8143-2560-2

- Marc Silberman:  Heiner Müller. Forschungsberichte zur DDR-Literatur 2. Amsterdam (Rodopi) 1980; 127 S.; ISBN 90-6203-603-1

- Marc Silberman: Die Tradition des politischen Theaters in Deutschland. Aus Politik und Zeitgeschichte 23-24, 6. Juni 2006, Themenheft Bertolt Brecht, S. 13ff.

- Paul Cooke and Marc Silberman (Hrsg.): Screening war : perspectives on German suffering. Screen cultures: German film and the visual. Rochester, NY : Camden House 2010, 304 S. : Ill. ; 24 cm, ISBN 978-1-57113-437-0

- Marc Silberman (Hg.); Jost Hermand (Hrsg.): Contentious memories : looking back at the GDR. German life and civilization ; Vol. 24, New York u. a. (Lang) 2000, ca. 250 S. ; 23 cm, ISBN 0-8204-5254-8

- Marc Silberman (Hg.); Jost Hermand (Hrsg.): Rethinking Peter Weiss. German life and civilization ; Vol. 32 New York u. a. (Lang) 2000, 199 S. : Ill. ; 24 cm, teilw. dt., teilw. engl., ISBN 0-8204-5819-8 kart.

- Bertolt Brecht; John Willett (Hg.); Ralph Manheim (Hg.); Yvonne Kapp (Übersetzung): Collected stories, Works of Bertolt Brecht(mit neuer Einführung von Marc Silberman und Shuhsi Kao); New York (Arcade) 1998, 242 S., ISBN 1-55970-402-0

- Marc Silberman (Hrsg.): Drive b: Brecht 100. Arbeitsbuch. Theater der Zeit, Berlin 1997, 176 S. ; : Ill. ; 29 cm, ISBN 3-9805945-0-5 (Theater der Zeit); 0-9682722-0-7 (The Brecht Yearbook)

- Marc Silberman (Hg.); The International Brecht Society (Hrsg.): Focus: Margarete Steffin. Madison (Univ. of Wisconsin Press) 1994; 388 S. : Ill. ; 23 cm; The Brecht yearbook 19, teilw. dt., teilw. engl., ISBN 0-9623206-6-8

- Marc Silberman (Hrsg.): Zum Roman in der DDR. LGW-Interpretationen. Stuttgart (Klett) 1980, 174 S.; ISBN 3-12-395900-7